# Türkheim (Bay)
Türkheim (Bay) (niem: Bahnhof Türkheim (Bay)) – stacja kolejowa w Türkheim, w kraju związkowym Bawaria, w Niemczech. Jest to stacja węzłową na linii Buchloe – Memmingen. Według DB Station&Service ma kategorię 4

## Linie kolejowe
- Linia Buchloe – Memmingen
- Linia Türkheim – Bad Wörishofen
- Linia Staudenbahn

## Połączenia
| Rodzaj pociągu | Trasa | Takt        |
| -------------- | --- | ----------- |
| RE             | München – Kaufering – Buchloe – Türkheim – Mindelheim – Memmingen                                                      | dwugodzinny |
| RE             | Kneipp-Lechfeld-Bahn: Augsburg – Bobingen – Buchloe – Türkheim (Flügelung) – Bad Wörishofen / – Mindelheim – Memmingen | dwugodzinny |
| RB             | Kneipp-Lechfeld-Bahn: Türkheim – Bad Wörishofen                                                                        | godzinny    |